# فین‌هایزن، کوفوردن
{{Infobox settlement
|name=Veenhuizen
|image_map=
|coordinates_region=NL
|subdivision_type=کشور
|subdivision_name=هلند
|subdivision_type1=استان
|subdivision_name1=Drenthe
|subdivision_type2=شهرستان
|subdivision_name2=Coevorden|
burgemeester=
|population=|
|population_as_of=
|postal_code=
|dialling_code=
|image_shield=
| مختصات = ۵۲°۴۲′۱۲″ شمالی ۶°۴۲′۱۶″ شرقی / ۵۲٫۷۰۳۳۳°شمالی ۶٫۷۰۴۴۴°شرقی
وینهویزن، کوردن (به هلندی: Veenhuizen, Coevorden) یک منطقهٔ مسکونی در هلند است که در Coevorden واقع شده‌است.